# Rezolucja Rady Bezpieczeństwa ONZ nr 225
Rezolucja Rady Bezpieczeństwa ONZ nr 225 została przyjęta jednomyślnie 14 października 1966 r.
Po przeanalizowaniu wniosku Lesotho o członkostwo w Organizacji Narodów Zjednoczonych, Rada zaleciła Zgromadzeniu Ogólnemu przyjęcie tego państwa do swojego grona.

## Źródło
- UNSCR - Resolution 225